# Lagerkrans

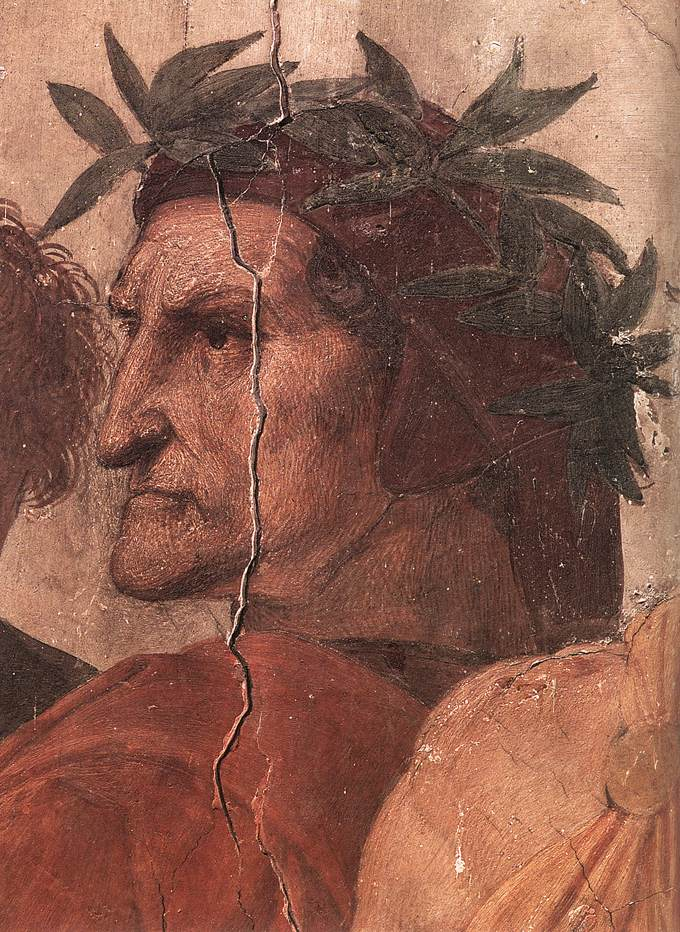
Dante Alighieri med lagerkrans i Rafaels Disputa.

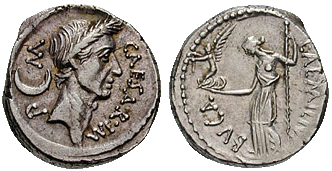
Julius Caesar med lagerkrans

Cyperns statsvapen är ett exempel där en lagerkrans används inom heraldiken.

Lagerkrans eller segerkrans är en krans för huvudet gjord av kvistar från lagerträdet (Laurus nobilis). En lagerkrans används som symbol för seger eller lärdom och har gjort så alltsedan antiken.

## Historia
Lagern var guden Apollons attribut i den antika grekiska religionen. Enligt den romerska skalden Ovidius var detta sedan nymfen Dafne förvandlats till ett lagerträd för att undgå gudens förförelseförsök. Snarare var det lagerns roll i Apollons tempel för Oraklet i Delfi som mest förknippade trädet med guden, vid de pythiska spelen i Delfi infördes bruket av lagerkransen som segrarsymbol. Eftersom Apollon var skaldekonstens beskyddare blev lagerkransen med tiden även skaldernas äretecken.
I Rom bars lagerkransen (corona triumphalis) av militära fältherrar (imperator) som efter en förkrossande seger över sin fiende fick vid sin återkomst till Rom ett triumftåg i belöning av den romerska senaten. De som erhållit lagerkransen hade rätt att därefter bära den vid offentliga tillställningar. Ursprungligen var den av lager, men i senare tider kunde den även vara gjord av guld. Diktaren Juvenalis beskrev en variant av guld och dekorerad med ädelstenar, som hölls över huvudet på fältherren av en allmän slav under triumftåget. Under kejsartiden blev den en symbol för kejsaren. Lagerkransar användes även för att dekorera hus, och hängdes utanför portarna för kejsarnas och översteprästernas palats.
Lagern troddes vara skyddad mot blixten, varför kejsar Tiberius bar en lagerkrans på huvudet vid åskväder.
I senmedeltidens Italien användes lagerkransar även för att kröna diktare. Universitetet i Padua återupplivade den antika traditionen genom att tilldela en 'poetkrans' till Albertino Mussato år 1315 för sina verk Historia Augusta och tragedin Ecerinis. Petrarca, som aktivt hade försökt få en lagerkrans för att imitera antiken, kröntes i Rom år 1341. Även Dante tilldelades lagern, om än postumt år 1321.

## Nutid
Lagerkrans används än idag som symbol för seger eller hjältedåd. Den är även en symbol för hopp. Lagerkransen kan även användas inom heraldiken.
Felaktig härledning av den medeltida latinska akademiska titeln baccalaureus ur laurus har lett till att lagerkransen i vissa länder, bland annat Sverige och Finland, också blivit en symbol för akademiska studiers avslutande i form av magister- och senare doktorskransen (vid filosofisk fakultet).